# Белякова, Алла Михайловна
Алла Михайловна Белякова — Заслуженный деятель искусств Российской Федерации, Член Союза художников России. В 2004 — награждена медалью РАХ «Достойному».

## Биография
Родилась в марте 1914 года под Выборгом, в имении своего дяди фон Фалера, выборгского губернатора. Фамилия в девичестве Куколь-Яснопольская. Фамилия, занесенная в книгу русской аристократии.
После Революции 1917 года её семья была выселена в Туркестан.
В начале 1930-х годов заканчивает конструкторские курсы Белякова переезжает в Москву и устраивается на ламповый завод на должонсть копировщицы. Далее она устраивается на работу в «Связьпроект» чертежником — проектировала авиазаводы, сначала числилась техником-архитектором, потом исполняющим обязанности архитектора. Позднее перешла на работу в «Цветметзолото», как архитектор.
Анна Михайловна о своей родословной:
«…Вообще- то я не очень хорошо знаю свою родословную. Родные ничего не рассказывали, чтобы не проболталась где-нибудь. Поняла это только тогда, когда подавала документы в архитектурный институт. В приемной комиссии знали больше, чем я сама. Естественно, меня не приняли.

О предках знаю обрывочные факты. У бабушки было семеро детей, по происхождению она из остзейских баронов из Риги, из рода Гедиминовичей‚ состоявших в родстве с Белозерскими. Двойная фамилия, Куколь-Яснопольские, существует более 300 лет. Других людей, которые её носят, не знаю, наверное, я — последняя… Помню, что дед состоял на царской дипломатической службе в Китае и Японии. У нас оставались всякие милые восточные вещицы, потом „распотрошившиеся“ не знаю куда… Когда Николай II ещё был цесаревичем и совершал кругосветное путешествие, мой дед Николай Сергеевич сопровождал его в поездке по Сибири. А дед моего мужа в то время начальствовал в императорском Ливадийском полку. Отца моего тоже готовили к дипломатической карьере, он знал японский, китайский, французский. Во время Первой мировой он пошел на фронт, имел государственные награды. После войны учился в кадетском корпусе, где подружился с Куйбышевым, и эта дружба спасла потом ему жизнь. Они попались на идеи большевизма, вступили в партию. После революции отца направили в Узбекистан бороться с басмачами. Там он окончил курсы по мелиорации и занимался орошением. К 1920-м годам отец разочаровался в коммунизме и, как честный человек, написал заявление о выходе из партии. Его от партийного членства освободили и посадили. Хотели расстрелять по постановлению некоего Сафарова. Тогда же, в эти дни, убили царскую семью. От расстрела отца спас Куйбышев. Затем опять посадили. Оправдали. Выпустили со справкой, что невиновен, — и через короткое время он погиб при странных обстоятельствах».
В 1939 году благодаря её способностям в области зодчества, Белякову направили на трехгодичные курсы повышения квалификации при Московском архитектурном институте. Из за начавшейся Великой Отечественной воины окончить курсы не удалось. За время проведенное на курсах Белякова слушала лекции выдающихся ученых, открывающих перед слушателями особенности мировой художественной культуры: Александра Георгиевича Габричевского, Николая Ивановича Брунова, Алексея Алексеевича Сидорова. Эти ученые повлияли на развитие Аллы Михайловны таким образом, что сфера изобразительного искусства стала для Беляковой особо притягательной.
В 1948 году устраивается на работу в Академию архитектуры обучается у Машкова Ильи Ивановича, там же знакомится с А. В. Фонвизиным. «…Он обратил внимание на Белякову. И, кроме того, что он написал с неё 50 великолепных портретов, один из которых назывался „Лэди Гамильтон“, где молодая Алла Михайловна сидит в кресле в изысканной чёрной шляпке, вместе с Фонвизиным они создали целую серию автолитографий.

Мотив последней литографии явно подсказан искусством А. В. Фонвизина, так как цирковые всадницы — одна из любимых и разрабатываемых им тем. Причем у Фонвизина это не конкретное воспроизведение циркового действа, а фантазия, повод к созданию поэтической метафоры. Увлекшись и овладев техникой работы с камнем, добившись в ней свободы и пространственности, „легкого дыхания“, по выражению Ивана Алексеевича Бунина, ученица в 1962 году увлекла своего учителя. Она предложила Фонвизину сделать вдвоем серию автолитографий, и в результате возник интересный цикл работ — плод совместного творчества Фонвизина и Беляковой, Фонвизин специально для литографии делал рисунок. Затем Алла Михайловна воспроизводила его на литографском камне и подбирала к нему красочную гамму, стараясь сохранить любимые учителем нежные, рождающие лирическое настроение тона. При переводе на литографский камень Белякова дополнила рисунок Фонвизина деталями воображаемого пейзажа или интерьера. И вполне закономерно, что на большинстве этих листов стоят подписи обоих авторов. В них мы видим излюбленный круг тем Фонвизина. Это цирковые наездницы и „Песни и романсы“. Но одновременно они чаруют артистизмом исполнения, изысканностью цветовой палитры, а также умением использовать все возможности литографии, что как раз свойственно Беляковой. По целому ряду причин литографии Фонвизина и Беляковой не были тиражированы. Алле Михайловне удалось отпечатать и сохранить лишь по нескольку оттисков с каждого из более чем тридцати сюжетов. Они разошлись по частным собраниям, и только художественный музей Читы приобрел полный комплект этих произведений. Следует только подивиться мужеству Беляковой, которая, понимая всю художественную ценность серии, издала её в виде факсимильных репродукций малым тиражом».
Анна Михайловна о обучении у А. В. Фонвизина:
«…В 1948 году Додик Хазанов помог устроиться в архитектурную академию, но мне это уже было неинтересно. Там все писали диссертации, муть всякую, проектировали „малолитражные“ квартиры. Рашель Моисеевна Смоленская в это время тоже проектировала какие-то ясли-сады. Она почувствовала мое настроение и сказала: „Скучаете по своим заводам? А у Фонвизина позаниматься акварелью не хотите?“ Я уже знала техническую акварель и рисунок так, как преподают в архитектурном, а здесь неизвестный мне Фонвизин, только что приехавший из эвакуации. На Кировской, в восьмиметровой комнатке для прислуги, он жил с женой и сыном Сережкой. Фонвизин был из немецких дворян — Фонвизин. И как это было можно — так рисовать, да ещё немец-дворянин при советской-то власти? Его не признавали в официальных кругах, там тогда господствовал соцреализм типа Андрияки сегодня. Когда я впервые увидела работы Артура… Нет, впечатления передать невозможно. Влюбилась в его акварель навсегда, насмерть. Год его уговаривала давать мне уроки. Он упирался и, наконец, надиктовав кучу условий — оплата 2000 рублей в месяц, кружок из нескольких учеников, помещение, сопровождение из дома на занятия и обратно, — согласился. Он был очень близорукий. Когда я как-то померила его очки, все предметы стали такими малюсенькими!.. Додик Хазанов при помощи Алабяна помог выхлопотать через Академию архитектуры эти две тысячи. Помещение я нашла в Ленинке. Первый натюрморт — битая белая тарелка, тряпка и бутылка с какой-то дрянью.

Первый урок состоялся перед 8 Марта — как подарок судьбы мне, ставшей его последовательницей в творчестве. Вскоре учитель из-за бездарности учеников кружок разогнал. Осталось четверо — и среди них я, ставшая его любимой ученицей. Я оставила архитектуру, чтобы посвятить себя полностью акварели. Как он учил? Не мочить бумагу, брать на кисть много воды, чтобы акварель текла играючи. Не делать подготовительного рисунка. Если делается рисунок, то потом, когда пишете, рисунок и акварель никогда не совпадают. Если только это не техническая раскраска. Рисунок — геометрия. Акварель — музыка, движение! Например, старые акварели с видами Санкт-Петербурга — как раз техническая акварель. А в свободной акварельной живописи главное — совсем другое. Я свою технику отрабатывала сама! У меня есть заложенное Фонвизиным чувство ритма и цвета, что ближе к музыке. очень тщательно ставлю натюрморты. Поставить — самое трудное. Ведь пока в натюрморте не поймаешь необходимый ритм чередования цветных пятен, он не состоится как картина. Не пишу без натуры, не хочу изобретать всякие кляксы- мляксы».
Там же в академии Алла Михайловна вновь встречает А. Г. Габричевского, вернувшегося из эвакуации, который знакомит Белякову с кругом музыкантов и поэтов повлиявшими на её творчество. Начинается общение Беляковой с Генрихом Густавовичем Нейгаузом, знатоком поэзии Борисом Георгиевичем Макеевым, который увлекает ею будущую художницу, мир музыки тоже был близок этому человеку, именно он познакомил её со Святославом Теофиловичем Рихтером. Тогда же произошло и знакомство с Владимиром Владимировичем Софроницким. Поклонницей этих двух великих музыкантов Белякова останется на всю жизнь.

В 1955 году в театре «Роман» друзья Аллы Михайловны помогают организовать её первую персональную выставку на которой она знакомится с Робертом Рафаиловичем Фальком. Белякова, всегда стремившаяся к новым вершинам мастерства, принимает предложение обучаться и занимается в студии Фалька два года. По мнению искусствоведов, исследовавших творчество Беляковой, именно Фальк помог обрести Алле Михайловне собственный стиль в искусстве и преодолеть влияние своего первого учителя А. В. Фонвизина.
Анна Михайловна о знакомстве и обучении у Р. Р. Фалька:

«…В фойе ко мне подошла пара и стала со мной разговаривать, я ещё не знала, что это Фальк с женой, застеснялась признаться, что выставлены мои работы. Потом осмелела и призналась. И Фальк предложил позаниматься у него. Училась два года. Художником меня сделал Фонвизин, непревзойденно видевший и умевший передать цвет. Стиль Фонвизина — быстрое эмоциональное письмо „одним духом“. Только акварелью можно выразить моментальное впечатление, чувство, музыкальность цвета. Фальк дал мне отношение к пространству и движению в живописи. Если Фонвизин- это сказал, порыв, вдохновение, то Фальк- философия, разум, размышления. Все мои учителя, формальные и неформальные — высокообразованные люди. С Фонвизиным меня, помимо ученичества, настоящая дружба. Он написал более 50 моих портретов — а я, дура, во время девальвации в 1990-е все их пропала! В 1950-е годы я увлеклась цветной литографией. Добившись в этой сложной технике свободы и „легкого дыхания“, я постаралась увлечь ею и своего учителя Фонвизина. Мы вместе сделали около 30 сюжетов на его любимые темы: „Песни и романсы“, „Наездницы“. Комплект этих оттисков сохранился только в художественном музее Читы, остальные разошлись по частным собраниям. Борис Григорьевич Макеев познакомил меня с Рихтером. Габричевский и Нейгауз образовали в музыке. Бедные, плохо одетые (шила себе одежду из контрабандных тряпок), мы были счастливы. Ходила на концерты, а после знакомства С Рихтером ни одного из его выступлений вообще не пропускала. У него была такая забавная манера — складывает руки на груди и жмется как птичка… А подружились, когда во время очередного антракта Борис Григорьевич повел к нему за кулисы. На мне были кораллы и чёрное одеяние. В японском стиле — узкая юбка и широкие рукава с манжетами на пуговках. Рихтер‚ увидев нас вдруг как попятился-попятился в угол! Видимо, понравилась. Люблю рисовать под музыку, хотя мне нравятся композиторы, совсем не соответствующие по духу! настроению моих работ. Вагнер, Сибелиус, Штраус… Но как художник, думаю, что музыка может дать только ритм живописной работе. Я не чувствую, например, на ощупь — синий цвет под рукой или красный, так же как не крашу звуки в цвета. Я не понимаю музыкально-цветовую теорию Скрябина. Фантазийные, то есть абстрактные, картины делала так же, как писала очень много портретов и пейзажей, но просто музыку не рисовала. Цветы люблю. Много несут, а раз принесли, надо рисовать».
С 1956 года Анна Михайловна постоянно участвует в выставках акварелей московских художников, проведено 14 персональных выставок в галереях и выставочных залах Москвы.
После 1985 года началось распространение её творчества за пределы России, прошли выставки в Париже, начали издаваться каталоги и буклеты.

Основные жанры работ Беляковой — натюрморт, портрет, пейзаж. Любимая тема — цветы.
Анна Михайловна о своем творчестве:

«…Я люблю поэзию, люблю музыку, — повторяла художница. — Я хочу, чтобы мои работы были прекрасны, как поэзия и музыка. Но что может сравниться с молчаливой красотой цветка»?
19 апреля 2006 года, Анна Михайловна скончалась. Похоронена на Богородском кладбище в деревне Тимохово, Ногинского района.
Одна из звезд созвездия Дева названа именем художницы — Алла Михайловна Белякова. Координата восхождения 182,76935, Координата склонения 8,86354, величина-16.

## Участие в выставках
- 1955    Персональная выставка в театре "Ромэн". Москва
- 1956    Персональная выставка в Центральном Доме литераторов. Москва
- 1956    II выставка акварели московских художников. Москва
- 1957    III выставка акварели московских художников. Москва
- 1960    Выставка женщин-художниц Москвы. Москва
- 1960    Выставка эстампа московских художников. Москва
- 1964    Выставка на ВДНХ СССР. Москва
- 1966    Выставка эстампа московских художников. Москва
- 1966    Осення выставка московских художников. Москва
- 1967    Персональная выставка в Центральном Доме архитекторов. Москва
- 1975    Выставка, посвященная Международному году женщин. Москва
- 1975    V Всесоюзная выставка эстампа. Москва
- 1975    Отчётная выставка творческой группы, работавшей в Доме творчества "горячий ключ". Москва
- 1977    Выставка московских художников, посвященная 60-летию Великого Октября. Москва
- 1979    Весенная выставка московских художников. Москва
- 1987    Выставка произведений женщин-художниц Москвы. Москва
- 1993    Галерея "Ковчег". Москва
- 2004    Персональная выставка к девяностолетию в "Квартире Рихтера". Пушкинский музей. Москва
- 2007    Выставка "Посвящение" памяти учителя А. Фонвизина (участники ученицы: А. Белякова, Е. Часу). Галерея Беляево. Москва
- 2010    Биеннале прикладного искусства в Лувре. В рамках года России во Франции. Париж
- 2010    Проект "Пир цветов". Эрмитаж. Санкт-Петербург
- 2014    К столетию А. Беляковой выставка "Муза художника". Академия художеств России. Москва

## Работы А.М. Беляковой в музеях
- Запорожский художественный музей
- Кемеровская художественная галерея
- Читинский художественный музей
- Картинная галерея профсоюза имени рабочего Ивана Рехлова. Шушенское
- Ярославский художественный музей
- Национальная галерея, Берлин. ГДР (из собрания В. Больца)

## Учителя
- Машков, Илья Иванович
- Фонвизин, Артур Владимирович
- Фальк, Роберт Рафаилович

## Ученики
- Пони — Подгорненская, Нина Васильевна
- Поляков, Константин
- Стрельцова, Ольга